# Canthidium flavipes
Canthidium flavipes là một loài bọ cánh cứng trong họ Bọ hung (Scarabaeidae).